# Don Bosco (miniserie televisiva)
Don Bosco è una miniserie televisiva di coproduzione internazionale del 2004, diretta da Lodovico Gasparini.

## Produzione
Coprodotta da Rai Fiction, Lux Vide, Blue Star Movies e Lux Vide GmbH, nel formato originario la miniserie è composta da 2 puntate dalla durata di 100 minuti ciascuna. È diretta dal regista Lodovico Gasparini e narra la vita di don Giovanni Bosco, interpretato da Flavio Insinna. Venne trasmessa in prima visione da Rai 1 nel formato originario in prima serata il 22 e il 23 settembre 2004. La rete ammiraglia della Rai ha proposto anche una versione ridotta della fiction, nel formato di film per la televisione dalla durata di 114 minuti. Nel 2009 la fiction è stata riproposta in replica TV2000 nel formato originario.
La miniserie, le cui riprese sono iniziate nell'estate del 2003, è stata girata a Torino, a Roma e nei pressi di Viterbo, nel chiostro di Santa Maria della Quercia, dove è stato ricostruito il convitto torinese che vide gli inizi dell'opera di don Bosco. Narrata in flashback, è il racconto di una vocazione vissuta nel segno della gioia e dell'ottimismo, nonostante le difficoltà che disseminano il cammino del protagonista.
Il film è stato girato in lingua inglese, e per la trasmissione sulla Rai gli attori si sono doppiati in italiano.

## Trama
La vicenda si svolge in Piemonte nel 1800. Il piccolo contadino Giovanni Bosco mostra un'intelligenza spiccata e il desiderio di studiare: sull'esempio del suo mentore, un anziano curato, si farà prete. A Torino, ormai adulto, don Bosco entra in contatto con la gioventù disperata della grande città: bambini e adolescenti costretti a mendicare e rubare, sfruttati per lavori pesanti e sottopagati. L'uomo mette in pratica un'idea rivoluzionaria: un oratorio settimanale dove i ragazzi potranno giocare, imparare e, soprattutto, sentirsi ancora persone degne d'amore. Il vicario di città Clementi, che considera quei giovani irrecuperabili, lo ostacola in ogni modo, e lo stesso don Bosco vacilla quando uno dei suoi protetti uccide un uomo durante una rapina.
La generosa offerta di un torinese gli offre l'occasione di ricominciare: aprirà in campagna un nuovo oratorio, munito anche di laboratori per insegnare un mestiere ai suoi ragazzi. L'ostracismo delle gerarchie continua: il nuovo arcivescovo Lorenzo Fassati impone a don Bosco di sciogliere la congregazione dei Salesiani, da lui fondata su consiglio del vicario Clementi, pentito e morente. La notizia getta nello sconforto il prete, già malato, fin quasi ad ucciderlo. Ripresosi, don Bosco presenta le sue scuse ufficiali a Fassati, insegnando ai suoi ragazzi il valore dell'umiltà. Il Papa approverà poi definitivamente la congregazione dei Salesiani.